# Anarquia de l'Any XX
En la història de l'Argentina, s'anomena Anarquia de l'Any XX al procés polític i militar ocorregut entre els anys 1819 i 1823, que va des de la descomposició del Directori fins, un cop desaparegut el govern nacional, l'estabilització dels governs de les províncies argentines.
En sentit estricte, aquest nom ha estat aplicat al mateix procés, però limitat a l'any 1820, a la província de Buenos Aires.

## La guerra civil al Litoral

En vermell la Lliga dels Pobles Lliures en 1815 com a part de les Províncies Unides del Riu de la Plata

Després de la Revolució de Maig van succeir almenys quatre governs col·legiats en les Províncies Unides del Riu de la Plata. La formació del Directori havia estat una temptativa d'estabilització del govern argentí, un cop establert que la independència no havia estat una situació passatgera.
Però les tendències centralistes del Directori van xocar amb les ànsies autonomistes de les províncies, que no es van sentir representades pels diferents governs, gairebé tots ells formats únicament per iniciativa de la capital, Buenos Aires.
El nucli més ferm d'oposició s'havia format a les províncies del Litoral, que sota la conducció de José Artigas s'havien rebel·lat davant l'autoritat del Directori i havien format la Lliga Federal (o Lliga dels Pobles Lliures), els governs de la qual eren, en la pràctica, independents del govern central.
Després d'un període en què van poder estendre les tendències federals molt més lluny, a principis de 1819 van quedar sòlidament afermades com províncies federals Província Oriental, Corrientes, Entre Ríos, Santa Fe i Misiones. En aquests mesos es va pactar una treva entre Directori i les províncies federals, que sens dubte resultava fràgil.

## Torna la guerra civil
El 10 de juny de 1819, el Congrés de Tucumán va triar com a Director Suprem de les Províncies Unides del Riu de la Plata al general José Rondeau. El nou Director Suprem no només no canviaria la política hostil dels seus antecessors davant el federalisme, sinó que estava disposat a reforçar-la; va proposar al general Carlos Federico Lecor, governador de la ciutat de Montevideo, ocupada per Portugal, atacar els federals fins al riu Paraná, és a dir, cedir Entre Ríos i Corrientes a aquest regne.
La notícia d'aquest pacte va decidir als federals a prendre la iniciativa, enrolant a més en les seves files a l'exgovernant xilè, general José Miguel Carrera, i també un aliat inesperat, l'exdirector suprem Carlos María de Alvear. De manera que el governador de Santa Fe, Estanislao López, va reiniciar les hostilitats. Francisco Ramírez (governador d'Entre Ríos), i Pedro Campbell (cap de l'exèrcit correntí), es van traslladar a Santa Fe.
Rondeau va ordenar al general José de San Martín tornar amb el seu Exèrcit dels Andes des de Xile per atacar Santa Fe, però aquest va desobeir obertament. Idèntica ordre va rebre Manuel Belgrano, comandant de l'Exèrcit del Nord; aquest va deixar el comandament al general Francisco Fernández de la Cruz, que es va dirigir amb les seves forces cap al sud.
A principis de novembre de 1819, Ramírez va envair i saquejar tot el nord de la província de Buenos Aires. Per aquests mateixos dies, el cabdill local Felipe Álvarez va llançar una gran ofensiva en tot el sud de la província de Córdoba i va prendre el fort de Fraile Muerto. Va ser sorprès pel general Juan Bautista Bustos, que li va causar 16 baixes el 24 de novembre de 1819. De totes maneres, va ocupar la posta de Cruz Alta, abandonant-la poc abans que l'Exèrcit passés per allà. Mentrestant, el cabdill Juan Antonio Guevara ocupava novament el fort d'El Tío.

## Revolucions a Tucumán i San Juan
A finals de 1818, Belgrano s'havia desplaçat a tot l'exèrcit cap a Córdoba, deixant a Tucumán una petita unitat de 300 soldats al comandament del coronel Domingo Arévalo. Durant la nit de l'11 de novembre de 1819, els oficials Manuel Cainzo, Abraham González i Felipe Heredia es van revoltar i van arrestar Arévalo, al general Belgrano (que estava de pas), i al governador Feliciano de la Mota Botello.
Tres dies després, un cabildo obert nomenava governador a l'exgovernador directorial Bernabé Aráoz, qui era qui havia organitzat el motí. El governador va reconèixer l'autoritat del Directori, però (igual que havia fet Güemes a Salta) va ignorar completament la seva autoritat. I a més, es va quedar amb l'armament de l'Exèrcit del Nord que havia trobat, que no era poc.
A les províncies de Cuyo estava aquarterada més de la meitat de l'Exèrcit dels Andes, esperant el final de les campanyes navals que permetessin començar la campanya al Perú. Els dirigents de San Juan estaven cansats de ser governats des de Mendoza, i la pressió fiscal per finançar l'Exèrcit dels Andes provocava una forta recessió econòmica. Alguns personatges secundaris van incitar a la rebel·lió als oficials del regiment de Caçadors dels Andes.
El 9 de gener de 1820, el capità Mariano Mendizábal i el tinent Francisco Solano del Corro van dirigir una revolta d'oficials subalterns i sergents. El moviment va ser recolzat pels federals de San Juan, que van arrestar al tinent de governador, i el cabildo va nomenar governador a Mendizábal. Així va caure el règim directorial de Cuyo, i San Juan va passar a ser província autònoma.

## El motí d'Arequito
Al comandament del general Fernández de la Cruz, l'Exèrcit del Nord es va dirigir cap a la província de Buenos Aires, amb intenció d'unir-se a l'exèrcit de Rondeau i atacar junts als federals. Però el 8 de gener de 1820, a l'arribar a la posta d'Arequito, el general Bustos i els coronels Alejandro Heredia i José María Paz es van revoltar, acompanyats per la majoria dels cossos militars. Van anunciar a Fernández de la Cruz que es negaven a continuar amb la guerra civil i tornaven al front nord. Explícitament es van declarar neutrals en l'enfrontament entre els federals i el Directori, per a no ser acusats d'haver-se passat a l'enemic.
Després d'una sèrie de discussions, en què gairebé van arribar a un enfrontament, Bustos va obligar a Fernández de la Cruz a lliurar-li el seu exèrcit i el seu armament, i va arrestar al seu excap i a alguns oficials.
A l'endemà, Bustos va iniciar el retorn a Córdoba i va escriure a Estanislao López i a Rondeau, explicant-los les causes del que va passar, i els seus plans de tornar a al nord. El 19 de gener de 1820 va renunciar el governador cordobès Manuel Antonio Castro, i un cabildo obert va nomenar governador interí a José Javier Díaz. Bustos i l'Exèrcit de l'Nord van ser rebuts en triomf. Poc després, Bustos era elegit governador titular.

## La batalla de Cepeda

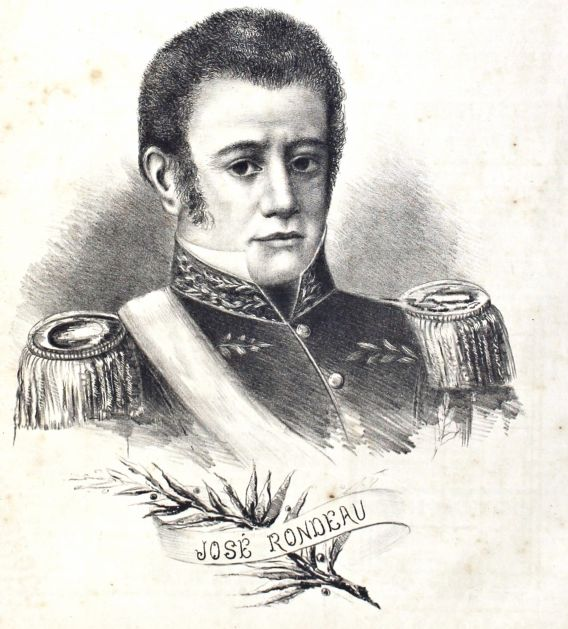
José Rondeau

Rondeau no havia fet res per repel·lir la primera invasió de Ramírez, ja que esperava a l'Exèrcit de Nord. Una vegada que va comprovar que aquest mai arribaria, justament quan la situació es feia més crítica per a ell, va decidir avançar cap a l'enemic al front del seu exèrcit de 2000 homes.
El 1r de febrer de 1820 li va sortir a l'encreuament 1600 soldats federals, tots de cavalleria; 600 entrerrians, 600 santafesins i 400 correntins. Ramírez va assumir el comandament federal.
Un greu error tàctic de Rondeau va permetre als federals vèncer-lo amb molta facilitat a la batalla de Cepeda (prop de Pergamino). Al voltant de deu minuts, tota la cavalleria directorial va ser dispersada, arrossegant en la seva fugida a Rondeau.
Ramírez va intimar rendició al cap de la infanteria, Juan Ramón Balcarce, però aquest es va retirar ordenadament cap a San Nicolás de los Arroyos. Ramírez va prohibir que ataquessin els portenys, argumentant que necessitarien d'aquests infants per lluitar contra els portuguesos.

## El Tractat del Pilar
López i Ramírez van enviar una nota al poble de Buenos Aires, donant-li un temps de vuit dies per deliberar i comunicar-los la seva decisió als caps vencedors. Complert el termini, van avançar cap a la capital, anunciant que no anaven amb la finalitat de conquesta, sinó a salvaguardar les seves institucions, deixant-los en plena llibertat perquè triessin el govern que els convingués. Només esperaven l'anunci que els portenys es governaven lliurement per abandonar el territori de la província germana.
Rondeau va poder arribar fins a Buenos Aires i es va fer càrrec del seu lloc, però ja era tard; el general Soler, cap de l'Exèrcit de Reserva (format per ancians, invàlids i novells) instal·lat a Pont de Márquez, va exigir al cabildo porteny que dissolgués el Congrés Nacional i enderroqués al Dictador. La comanda era ratificada per diversos caps militars, com Hilarión de la Quintana, Florencio Terrada, Manuel Guillermo Pinto, Manuel Pagola i Ángel Pacheco.
L'11 de febrer, Rondeau renunciava al seu càrrec. El Congrés de Tucumán es va considerar dissolt, i els seus diputats van fugir cap a les seves províncies.
La pressió de López i Ramírez va assolir que el primer governador autònom de Buenos Aires fora Manuel de Sarratea, un porteny, antic enemic d'Artigas, que havia vingut amb els cabdills i a qui aquests havien enviat a la ciutat a assolir la caiguda del Director. Aquest va signar amb López i Ramírez el Tractat del Pilar, del 23 de febrer de 1820, pel qual s'acordava la pau i es convocava a les províncies a un nou congrés, a San Lorenzo (Santa Fe). Per una clàusula secreta, s'acordava el lliurament d'armament als exèrcits invasors.
Però entre la batalla i el tractat havia ocorregut una novetat que canviaria tot; havia arribat al campament federal la notícia de la derrota d'Artigas a la batalla de Tacuarembó, ocorreguda el 29 de gener de 1820, arran de la qual aquest havia evacuat la Banda Oriental cap a Corrientes.
Per això, en el tractat es deixava a criteri posterior dels signants la col·laboració en la guerra contra Portugal i es convidava a Artigas (esmentat tot just com a governador de la Província Oriental) a adherir-se al Tractat.
Poc després van entrar a la ciutat els caps federals, que es van comportar respectuosament i van ser ben tractats pels nous governants. La humiliació de la derrota, van creure, seria suficient per garantir la pau en un peu d'igualtat.

## Després de Cepeda
A Buenos Aires, el lliurament del material de guerra acordat en el Tractat del Pilar va fer enutjar a molts portenys, entre els quals es van destacar els caps amb comandament de tropa, Soler, Balcarce i Quintana. Aquests van forçar un cabildo obert, que el 6 de març de 1820 va nomenar governador a Balcarce. Però aquest va durar menys d'una setmana, ja que Estanislao López i Francisco Ramírez, els cabdills vencedors en Cepeda, li van recordar que encara estaven molt a prop de la ciutat. Balcarce no tenia suport suficient per oposar-se'ls, per la qual cosa va renunciar; Sarratea va tornar al govern i López a la província de Santa Fe.
A Buenos Aires es van succeir aldarulls i revolucions gairebé setmanalment; Carlos María de Alvear va reunir un nou cabildo obert, que el va nomenar governador. Però una discussió secundària va derivar en un escàndol amb cops de puny entre oficials superiors, i l'acte va quedar anul·lat.
A finals de març de 1820, Ramírez va abandonar també la província, sent perseguit per Soler; però els homes de Soler es van amotinar i no hi va haver persecució. Alvear i Carrera van reunir cadascun el seu propi grup de veterans, barrejats amb gautxos, milicians, exiliats i negres lliberts, i amb ells van acompanyar a Ramírez fins a Rosario. Des d'allà, aquest va tornar a la seva província, acompanyat per alguns oficials portenys, entre ells Lucio Norberto Mansilla.
El 1r de maig de 1820, mancat de suport, va renunciar Sarratea. En el seu lloc va assumir el president de la Junta de Representants, Ildefonso Ramos Mejía.

## Guerra entre Artigas i Ramírez
Al tornar a Entre Ríos, Ramírez ja estava previngut contra la possible actitud d'Artigas, i sabia que el «Protector» no acceptaria l'acord que acabava de signar, i que deixava als orientals pràcticament desvalguts en mans dels invasors.
Després d'un violent intercanvi d'acusacions en sengles cartes, Artigas i Ramírez es van preparar per a la guerra. El «Protector» va signar un pacte amb els governs de Corrientes i Misiones, i de seguida va passar a l'atac. Va obtenir una notable victòria a Las Gauchas, però després va ser derrotat successivament en diversos combats: Bajada del Paraná, Sauce de Luna, Rincón de los Yuquerís, Mandisoví, Mocoretá, Las Tunas, Osamentas, María Madre, Ábalos i Cambay. Els seus propis oficials es van passar a les forces de Ramírez. A la Bajada del Paraná, Artigas encara comptava amb 3.000 homes, principalment correntins; a Ábalos es van salvar 12 soldats, i el propi Artigas va escapar amb el cavall del seu fill.
En permanent fugida cap al nord, tenaçment perseguit, el «Protector» va entrar en territori de Misiones. Es va apropar a la frontera amb el Paraguai i va enviar una carta al dictador d'aquest país, Gaspar Rodríguez de Francia, demanant asil. Aquest li va concedir, amb la precaució d'allunyar-lo de qualsevol activitat política. Amb l'exili d'Artigas en el Paraguai acabava el llarg període anomenat «Cicle Artiguista».
El 29 de setembre, Ramírez va expedir en Corrientes un reglament amb el qual fundava la República d'Entre Ríos; és a dir, una província federal que desitjava unir-se a les altres en una federació d'iguals. Per uns mesos va somiar amb envair el Paraguai, per reunir-lo a les Províncies Unides del Riu de la Plata i formar divisions d'infanteria paraguaiana per alliberar la Banda Oriental. Segons José Luis Busaniche, tenia més de 3.000 homes i una esquadra regular per a tal empresa, «hauria destruït a Francia, indubtablement, i el Paraguai seria avui una província de la República Argentina».
El gener de 1821, Ramírez va abandonar Corrientes, deixant com a tinent de governador a Evaristo Carriego, mentre les seves tropes derrotaven i expulsaven Francisco Javier Sití, el governador de Misiones, que s'havia insubordinat.

## La Cañada de la Cruz
El reemplaçament de Sarratea a Buenos Aires, i el retard d'aquesta província en enviar els seus delegats al congrés que havia de reunir-se en San Lorenzo van alarmar a López, que va envair la província per obligar el seu govern a acatar el Tractat de Pilar, portant amb ell a Alvear i a Carrera. A l'arribar la notícia, el governador va renunciar, mentre el general Soler es feia triar pel cabildo de la vila de Luján. Dos dies més tard, era reconegut també a la capital.
Soler va sortir amb urgència a la campanya, a defensar-se de López, que avançava al front de 1200 homes. Li va sortir a l'encontre amb forces equivalents en la Cañada de la Cruz (prop de l'actual Capilla del Señor) el 28 de juny. L'ala esquerra, comandada pel coronel Domingo French, va quedar empantanegada en l'inundat canyissar, i tota la divisió va ser feta presonera. L'ala dreta, sota el comandament de Manuel Pagola, i al centre, al comandament del mateix Soler (que, imprudentment, havia deixat enrere els seus canons) van ser rebutjats. Els portenys van tenir 400 baixes.
Pagola es va retirar cap a Buenos Aires, va ocupar el Fort i va prendre el comandament de l'exèrcit de la ciutat. Llavors la legislatura va cridar en la seva ajuda al coronel Manuel Dorrego, acabat de tornar del seu exili, que va convèncer Pagola de deixar-li el comandament. Com a premi, Dorrego va ser nomenat governador. La seva primera preocupació va ser reorganitzar els 6000 homes que encara podia disposar la província.
Mentrestant, el mateix cabildo de Luján que havia triat a Soler va triar governador a Alvear, però no va ser acceptat a la capital.

## La batalla de Gamonal
Dorrego també va sortir a campanya per enfrontar-se contra López, però aquest es va retirar cap a la seva província. Alvear i Carrera es van separar d'ell i van ocupar San Nicolás de los Arroyos. Allà els va anar a buscar Dorrego, qui va atacar la ciutat el 12 de juliol de 1820. Per pura casualitat no es trobaven allà ni Alvear ni Carrera, que s'havien traslladat a conferenciar amb López a Rosario. La defensa va quedar a càrrec dels coronels Benavente, Zufriátegui, Vedia, Perdriel, Vázquez, Iriarte i Anacleto Medina.
Dorrego va derrotar completament als defensors, i els soldats vencedors van saquejar el poble, causant més mal després de la batalla que durant la mateixa. Fart d'Alvear, López el va fer embarcar cap a la Banda Oriental.
Dorrego i López van iniciar converses, que van quedar aturades quan el porteny va exigir el lliurament de Carrera. Llavors va avançar cap a la província de Santa Fe, atacant López el 12 d'agost amb l'ajuda del general Martín Rodríguez i del comandant Juan Manuel de Rosas. Els derrotar en el combat de Pavón.
No va ser una victòria definitiva; Rodríguez i Rosas es van negar a seguir la campanya, portant-se amb ells les milícies rurals. També es van retirar les milícies urbanes de la capital, encara que Dorrego, que seguia avançant, va rebre alguns reforços veterans. Hàbilment, López el va portar a acampar en un camp de pastures verinoses, que van deixar a l'exèrcit porteny pràcticament a peu. Dorrego va haver de retrocedir, i els santafesins van anar darrere d'ell. L'operació va ser tan ràpida que van tenir temps d'esquivar a governador porteny i prendre Pergamino.
Dorrego va decidir no retrocedir per reunir-se amb els reforços enviats des de Buenos Aires, al comandament de coronel Domingo Soriano Arévalo.
Dorrego va ser atacat per López en el seu propi campament, a la batalla de Gamonal, del 2 de setembre. Les forces portenyes van ser envoltades entre dues ales de cavalleria; al produir-se la fugida, els federals es van llançar a una ferotge matança, causant-los 320 morts i 100 presoners, gairebé tots ferits. El mateix López va ordenar detenir la matança, sorprès de la manera en què morien els portenys, sense voler defensar-se.

## El final de l'Anarquia

### La resolució de l'anarquia a Buenos Aires
L'opinió pública portenya buscava desesperada la pau. Rodríguez i Rosas van culpar de la derrota a la intransigència de Dorrego, i van convocar de nou eleccions. Amb poques variants, va ser elegida una legislatura gairebé igual a la que havia governat durant els últims sis mesos, i aquesta va nomenar governador a Martín Rodríguez el 26 de setembre. Dorrego s'havia retirat a San Antonio de Areco, on va lliurar el comandament dels seus 1400 homes a coronel Blas José Pico.
Però les milícies de la capital no estaven disposades a cedir el poder a les milícies rurals, el cap de les quals era Rodríguez. El coronel Pagola, recolzat per Quintana es va aliar amb una part del Cabildo de Buenos Aires i, posant-se al front de les milícies, es va apoderar del Fort el 1r d'octubre. El Cabildo, enfrontat a Rodríguez, va desconèixer la seva autoritat, i va secundar als caps militars. Va reunir un cabildo obert per triar un nou governador, allunyat del partit directorial, que era novament majoria en la legislatura. Però l'exigència dels capitulars, que volien un governador civil, va fer fracassar el cabildo obert enmig de tumults.
El 4 d'octubre, Rodríguez estava de tornada a Buenos Aires al front d'uns 1800 homes de les milícies de sud de la província; entre aquests es destacaven per la seva disciplina els «Colorados del Monte», cos organitzat i manat pel comandant Juan Manuel de Rosas. Rodríguez va proposar negociacions, cosa que va ser acceptada per Quintana. Però els milicians, tement ser deixats de costat i castigats amb més severitat que els seus caps, es van negar a negociar res.
El 5 d'octubre, quan la deserció havia minvat les forces de Pagola a menys de 1000 homes (majoritàriament novells i ciutadans reclutats a la força), les tropes de Rosas van atacar les de Pagola, que es van defensar sense ordre dels seus caps. Van ser cruelment derrotats i van patir més de 300 morts. Pagola, Quintana, l'alcalde Dolz i el capità González Salomón van ser fets presoners; aquest últim va ser l'únic afusellat.
Els Colorados del Monte van ser batejats am el nom de «Restauradors de les lleis», títol que poc després va quedar identificat amb el coronel Rosas.

### Les accions de Carrera
Quan Dorrego encara marxava cap a Santa Fe, el general José Miguel Carrera es va llançar amb uns pocs xilens i gautxos a la frontera.
Es va posar en contacte amb diversos grups d'indígenes, especialment ranquels, i els va demanar ajuda per arribar fins a Xile per deposar O'Higgins. Va poder reunir entre mil i dues mil llances (Carrera mateix eleva la xifra a 10.000 o 14.000).
Durant els primers mesos de l'any 1820, els cacics havien aprofitat el caos en què estava sumida la província per iniciar una sèrie d'atacs a poblacions de la frontera sud. Davant la petició de Carrera, el van ajudar a fer un arreus de vaques i cavalls de la zona d'Arrecifes cap a la pampa. I com això no fos suficient per Carrera, li van oferir el botí que es pogués obtenir del saqueig de la vila de Salto. Perduda tota possibilitat de demanar ajuda a altres aliats, el general xilè va acceptar anar com a auxiliar d'un malón, i mentre els xilens saquejaven el poble, els indis es van dedicar a segrestar i capturar 250 dones i nens.
Des de Salto es va retirar cap al sud-oest, internant-se en la plana pampeana. Diversos autors el van donar per acampat en diferents llocs, arribant fins a esmentar la Sierra de la Ventana, encara que aquesta sembla estar massa lluny per a una excursió de mesos. Per alguna raó no va creure que encara pogués ser convenient partir cap a Xile, encara que començava justament en aquell moment l'època de creuar la Serralada dels Andes.
Si els actes de Carrera resulten difícils de comprendre i acceptar, la reacció del governador Rodríguez va ser senzillament ridícula. Es va llançar a la recerca de venjar l'atac, bramant insults contra Carrera, però dirigint-se contra els indígenes. I atès que els ranquels eren molt difícils d'assolir en el desert, va decidir atacar cap al sud, justament en l'única direcció que era segur que no havia seguit Carrera. Va atacar els indis mansos de l'estancia de Francisco Ramos Mejía, prop de l'actual ciutat de Maipú, i va causar entre ells una matança. L'atac va provocar que tots els indis de la pampa ataquessin les poblacions blanques, que van ser destruïdes i saquejades en gran quantitat.

### El Tractat de Benegas
Creient solucionat el problema amb els indígenes, que en realitat recentment començava, Rodríguez va tornar a Buenos Aires. De seguida va convidar a Estanislao López a signar la pau, que va ser acordada en l'estancia de Benegas, prop de Pergamino, el 24 de novembre. Com mediadors van actuar el coronel Rosas i Juan Bautista Bustos, governador de la província de Córdoba. Es va acordar que es reuniria un Congrés Federal a Córdoba, i que Buenos Aires pagaria a Santa Fe com a indemnització 2.000 pesos mensuals i se li lliurarien 25.000 caps de bestiar. L'encarregat de reunir la hisenda va ser Rosas.
Si el Tractat del Pilar havia elevat la importància política del governador d'Entre Ríos, el de Benegas ho deixava simplement de costat. I també s'oblidava per complet de la qüestió de reconquerir la Banda Oriental, el somni d'Artigas que havia heretat el seu vencedor, Ramírez.
En resposta, Ramírez va decidir atacar Buenos Aires, per obligar aquesta província a atacar els portuguesos. Va exigir, primerament, l'ajuda d'Estanislao López, però aquest es va negar. Ramírez va demanar que, almenys, López el deixés passar per la seva província per atacar Buenos Aires; cosa que tampoc va assolir.

### La Revolució dels Apostòlics
Entre 1820 i 1824 va governar Buenos Aires Martín Rodríguez, el ministre Bernardino Rivadavia, va realitzar històriques reformes (com la primera llei electoral el 1821, aplicada només a la Província de Buenos Aires) i per tal de modernitzar la societat va impulsar la reforma eclesiàstica que va suprimir el fur eclesiàstic i el delme, va dissoldre alguns ordes religioses que tenien escassos membres, i va confiscar els seus béns, com els del Santuari de Luján, dels de la Germandat de Caritat, de l'Hospital de Santa Caterina i d'altres. Per oposar-se a la reforma, el 19 de març de 1823 va esclatar la «Revolució dels Apostòlics» encapçalada per Gregorio García de Tagle, però va fracassar després de diverses hores de lluita.
Tagle va poder escapar a la Banda Oriental de l'Uruguai, amb ajuda de Manuel Dorrego (el mateix a qui havia desterrat injustament a 1816 a Espanya). El coronel José María Urien i el capità José Benito Peralta van ser executats, però el judici va ser suspès i els seus documents destruïts per ordre de Rivadavia.
Tagle va ser arrestat pel governador de Montevideo, Carlos Federico Lecor, que trigaria mesos a alliberar-lo.

## Fi de la República d'Entre Ríos

### La invasió de Ramírez a Santa Fe
De manera que Ramírez va decidir atacar simultàniament als tres participants del Tractat de Benegas: Buenos Aires, Córdoba i Santa Fe. Aquesta última seria el primer objectiu.
Tenia 2000 homes preparats per llançar-se a l'atac i va començar la invasió a Santa Fe.
El tinent coronel oriental Anacleto Medina va creuar el riu Paraná amb 200 homes i va capturar els cavalls que López hivernava a Coronda. Només després va creuar Ramírez cap a Santa Fe.
Des Rosario va ser enviat a la seva trobada el coronel Lamadrid, que com a primera mesura havia de reunir-se amb el segon de López, coronel Juan Luis Orrego. Lamadrid va decidir atacar per sorpresa, però el sorprès va ser ell, ja que Ramírez l'esperava i el va derrotar en el combat de Carrizal de Medina, a prop de Coronda, el 8 de maig.
El 13 de maig, la resta de l'exèrcit de Ramírez, és a dir la seva infanteria i artilleria, al comandament de Romualdo García i Lucio Norberto Mansilla, va atacar la ciutat de Santa Fe i es va apoderar dels canons que custodiaven el riu Colastiné. Mansilla havia demanat a Ramírez que no ataqués la seva província. I va decidir que, com que no havia estat escoltat per aquest, el trairia; en efecte, va convèncer García que estava en una posició perillosa i junts van retrocedir. La flota fluvial portenya de seguida va bloquejar el port de Paraná.
Ramírez s'havia quedat sol, i López, Rodríguez i Bustos marxaven contra ell. El governador porteny va manar novament a Lamadrid a unir-se amb López, al front de 1500 homes, contra els 600 del Suprem entrerrià. Creient que aquesta desproporció era suficient per vèncer, Lamadrid va tornar a atacar de front el 24 de maig i es va barrejar amb els seus soldats en la batalla. Sense direcció, els més nombrosos portenys, van ser ràpidament vençuts. La meitat de les forces, però, van ser salvades pel coronel Arévalo, que va poder unir-se amb l'exèrcit de López. De totes maneres, les forces de Ramírez van quedar reduïdes a 400 soldats.
Així reforçat, López va atacar Carrera al capvespre del 26 de maig, tancant-lo entre el riu Paraná i les seves forces. Ramírez va començar la batalla amb avantatge; però López, hàbilment, el va anar tancant contra la rivera del riu. Poc abans de mitjanit, Ramírez assolia obrir-se camí amb uns 300 homes (entre els quals anava la seva amant, la Delfina), manats pels oficials Medina, Meriles, Ramírez Chico i Miguel Galarza.
Sobre la costa del riu Tercero, Ramírez es va unir al general Carrera, que estava buscant a Bustos, a qui havia vençut poc abans. Junts van atacar governador cordobès en Cruz Alta, però aquest s'havia atrinxerat eficaçment entre el riu i diverses línies de carretes, i no hi va haver manera de treure'l d'allà.
Ramírez es va llançar cap al nord, separant-se de Carrera, que havia decidit anar cap a Xile. Desde Córdoba havia sortit a perseguir-lo el governador delegat, Francisco Bedoya; i des de Santa Fe, el coronel Orrego. El cabdill va intentar passar entre ells cap al nord, buscant arribar al Chaco i des d'allí a la riba del Parana, per tornar a la seva «República». Però va ser assolit per Orrego el 10 de juliol a Chañar Viejo (prop de Villa de Maria de Río Seco i de San Francisco del Chañar) i completament derrotat en l'anomenada batalla de Río Seco. Quan fugia, es va aturar a ajudar a la Delfina, el cavall de la qual estava cansat i va ser assolit per una bala i mort. Els seus homes van poder salvar-se i tornar a Corrientes.
El 26 de juliol, a Colastiné, la flota de Monteverde va ser destrossada per la portenya de Leonardo Rosales, morint el capità de la flota federal.
El cap de Ramírez (junt amb la seva bandera) va ser portada a López, que la va fer embalsamar i, durant algun temps, la va exhibir en una gàbia.

### La dissolució de la República d'Entre Ríos
En absència de Ramírez, era governador delegat seu mig germà Ricardo López Jordán (pare). Al saber-se la notícia de la mort de Ramírez, va fer reunir un congrés general, que havia de triar al successor del seu germà, tenint cura que els candidats fossin els seus partidaris. Es va dirigir cap a Corrientes, on la població començava a reclamar autonomia.
Però el principal problema estava en Entre Ríos, on el 23 de setembre, el coronel Mansilla es va aixecar contra López Jordà. Va assolir reunir una assemblea popular a la Bajada, amb el suport de García, Eusebio Hereñú (acabat tornat des de Buenos Aires), Pedro Barrenechea i Juan León Solas. Tenia també el suport d'Evaristo Carriego (tot i que aquest depenia de López Jordán per mantenir-se al poder a Corrientes), Anacleto Medina i d'Estanislao López, que es va instal·lar a Paraná. A més li donava suport la flota portenya, ara al comandament de José Matías Zapiola, que es va estacionar a Paraná.
El 30 de setembre, mancat de suport, López Jordán va començar a fugir per l'interior de la província. Hereñú es va llançar a perseguir-lo, i el 20 d'octubre el va derrotar en Gená, obligant-lo a expatriar-se a Paysandú. Després d'una breu resistència al congrés provincial, la República va ser donada per desapareguda i Mansilla va assumir el govern.
El 22 de gener de 1823 es va signar el Tractat del Quadrilàter entre Buenos Aires, Santa Fe, Entre Ríos i Corrientes. En ell es convocava la reunió d'un nou congrés a Buenos Aires, deixant de banda al congrés que ja estava reunit a Córdoba, a què deia despectivament «diminut congrés». Això es va fer per pressió dels diputats portenys, enviats pel ministre Bernardino Rivadavia, i fermament recolzats per Mansilla, que també era porteny.
El govern de Mansilla va ser gairebé una intervenció portenya en Entre Rius; es va aplanar a tot a la política de Rivadavia, i si va mantenir alguna autonomia es va deure més a les seves vel·leïtats de governador que a inexistents ideals federals.
Els antics partidaris de Ramírez van fer un últim intent el 29 de maig, ocupant Concepció de l'Uruguai. Van ser completament derrotats en combat de Paso del Molino; dels caps involucrats, va escapar el coronel Berdún, antic oficial d'Artigas. Els altres tres caps van ser capturats; Anacleto Medina i Juan José Obando van ser enviats presos a Santa Fe, mentre que Gregorio Píriz va ser executat. Anacleto Medina va tenir una destinació molt diferent; va ser enviat a la província de Buenos Aires al front de dos esquadrons que havien de combatre contra els indígenes de sud d'aquesta província. Va ser un insòlit cas de venda de tropes d'una província a una altra.
Després d'alguns intents dels partidaris de Ramírez de tornar a poder, molt poc reeixits, la província d'Entre Ríos va estar en pau durant la major part del govern de Mansilla. Sembla que la intenció d'aquest era reincorporar aquesta província a la de Buenos Aires, però aquest projecte no va ser recolzat tan sols pel govern porteny.
L'últim conat de guerra civil d'aquest període va ser la invasió d'Eusebio Hereñú, que remuntant el riu Uruguai, va atacar Concepció de l'Uruguai el 20 de desembre de 1823. Pocs dies després, el nou governador, Soles, va assolir separar Hereñú del grup invasor. Aquest va quedar al comandament del comandant Pedro Espino, que es va sotmetre a Soles el 3 de gener de 1824.

### La pau en Santa Fe i Corrientes
En Corrientes, la notícia de l'alçament de Mansilla va catalitzar una revolta provincial. El 12 d'octubre, el coronel Evaristo Carriego va ser deposat pels seus propis oficials i empresonat. En el seu lloc va ser elegit governador el comandant d'armes Nicolás de Atienza, que va convocar a un congrés provincial. Aquest va sancionar una constitució provincial de compromís i va triar governador a Juan José Fernández Blanco al desembre de 1821.
Durant els anys següents, Corrientes no va tenir conflictes interns importants; l'únic incident es va iniciar amb el motí dels soldats del comandant d'armes Agustín Díaz Colodrero, que es van negar a creuar el Chaco per a venjar una invasió d'indígenes. El govern va trigar bastant a reaccionar, i ho va fer deposant a Díaz Colodrero. Però els seus mateixos soldats es van negar a acceptar un altre cap, i van atacar la capital de la província el 19 d'abril de 1824. Alguns personatges van pretendre unir-se a la suposada revolució, però com en realitat no era més que un motí de caserna, va ser derrotada amb facilitat. Díaz Colodrero es va mudar a Córdoba, on moriria anys més tard a la batalla de la Tablada.
La província de Santa Fe, la més castigada per la guerra civil fins llavors, va poder gaudir d'una dècada en pau. L'únic fet armat va ser un intent de revolució per part de coronel Obando; però aquest va ser descobert i executat, mentre els seus socis civils, Manuel Leiva i Cosme Maciel, van ser expulsats de la província.

## L'anarquia a l'interior

### Caos a Cuyo
La revolució iniciada en Cuyo per Mariano Mendizábal no seguia ordres de ningú; els soldats del batalló de caçadors van iniciar la seva marxa cap al nord dirigits per l'ara coronel Francisco Solano del Corro, anunciant que tornarien a la guerra, a ordres de Güemes (Del Corro era salteny). El governador Luzuriaga va exigir l'alliberament dels presos, de manera que Del Corro canviar d'idea i va avançar cap a Mendoza. Això va causar la renúncia de Luzuriaga, però de totes maneres la seva avantguarda va atacar Del Corro en el seu campament de Jocolí. Amb el xoc encara indecís, va retrocedir cap a San Juan, on es va assabentar que Mendizábal havia posat en llibertat al seu ex-comandant, el coronel Severo García de Sequeira. El va atrapar i el va fer assassinar. Als les seves forces es va unir un cos vingut de Mendoza, també alçat contra Luzuriaga, al comandament de Francisco Aldao, germà del famós ex-frare i futur cabdill, José Félix Aldao.
El govern de San Juan va passar al cabildo, que se'l va encarregar al primer alcalde, José Ignacio Fernández Maradona, que després de llargues negociacions, va poder treure de sobre a Del Corro, que després de saquejar els voltants de la capital sanjuanina, al mes de juliol va fer una segona entrada a Mendoza. Li va sortir a l'encontre el coronel Bruno Morón en Jocolí; no es va atrevir a continuar i va retrocedir. Fins allà el va anar a buscar el general Francisco Fernández de la Cruz, el deposat pel Motí d'Arequito, amb les forces que va poder organitzar a Mendoza i amb les milícies de San Juan, obligant-lo a fugir.
Al gener, es va fer càrrec del govern de Mendoza l'alcalde José Vargas, però no va poder mantenir l'ordre, alterat pels intents de Del Corro i els seus aliats, i per la sortida de les tropes que va poder treure Luzuriaga cap a Xile. Al febrer es va fer càrrec de govern el tinent coronel Campos i després el cabildo mateix. A finals de juliol, el cabildo, encara dominat pels quals havien estat aliats de San Martín, va acabar donant el govern a Tomás Godoy Cruz, un continuador de la política del Directori. Aquest va poder donar una mica d'ordre a la província, mentre el general Fernández de la Crez organitzava l'exèrcit, que seria molt útil poc després per derrotar Carrera.
Del Corro va poder sortir de La Rioja amb una petita resta de les seves forces, camí de Salta. Però abans d'entrar en aquesta província, la major part d'aquests homes van desertar i van tornar a La Rioja, on Quiroga els va incorporar a l'exèrcit provincial de La Rioja. Participarien en les guerres civils dels següents quinze anys. Del Corro va poder reunir una mena de petita montonera massiva amb la qual es va dirigir cap a Salta, per al que va pretendre creuar Tucumán pels voltants de la capital, però va ser vençut per les forces del governador Aráoz.
A la província de San Luis no hi va haver revolució; la seva autonomia es va originar en les negociacions entre els governadors Mendizábal (de San Juan), i Campos (de Mendoza, que van donar autonomia a les tres províncies cuyanes. El cabildo va assumir el govern local deposant en forma relativament pacífica a Dupuy, el delegat de Luzuriaga, i va ser nomenat governador l'alcalde José Santos Ortiz, un ric i culte hisendat. Si hi va haver una guerra civil, va ser solament la de la invasió de Carrera, a l'any següent. La pau va tornar a regnar entre els seus habitants, potser perquè van haver de patir molt en aquesta època per les invasions dels indígenes ranquels des del sud.

### La Rioja
Al saber-se l'arribada de José Javier Díaz al govern de Córdoba, els seus antics enemics, els Dávila, es van apurar a declarar l'autonomia de La Rioja; però es va moure més ràpid el general Francisco Ortiz de Ocampo, que es va fer nomenar governador el 1r de març de 1820. Va acusar la família enemiga de forjar una conspiració, amb el que va portar a l'exili a diversos membres de la mateixa, i després va reprimir la revolta del mateix personatge que li havia servit per a la seva falsa acusació, que va acabar afusellat.
A principis de setembre de 1820 va entrar la divisió de Del Corro a La Rioja, on el governador Ocampo li va negar el pas. El 26 de setembre es van enfrontar en la Posta de los Colorados, prop de Patquía, on va ser ràpidament derrotat l'improvisat exèrcit d'Ocampo, en el qual les úniques tropes útils eren les de Facundo Quiroga, comandant de Departament del Llanos.
Del Corro va ocupar La Rioja i es va dedicar a reunir contribucions forçoses per a les seves forces, mentre Quiroga reunia novament els seus homes al sud de la província. Abans de l'arribada de Quiroga, el seu propi segon cap, Francisco Aldao, va enderrocar a Del Corro i el va enviar a la presó. No li va servir de molt; pocs dies després, Facundo entrava a La Rioja, derrotant Aldao als carrers amb la seva petita tropa de 80 homes; aquesta va ser la primera victòria del cabdill.
El governador Ocampo va ser reemplaçat pel coronel Nicolás Dávila, un dels emigrats de principis d'aquest any, que va governar més o menys en pau per dos anys. No obstant això, al final del seu govern va ser, possiblement, pitjor que el d'Ocampo; Dávila va pretendre concentrar tot el poder en ell mateix, eludint el desenvolupament de la legislatura.
Com el seu centre d'activitats estava en Famatina, va traslladar la seu del seu govern a aquesta localitat, amb l'activa oposició de la legislatura. Aquesta va confiar el comandament de les tropes a Facundo Quiroga, mentre Miguel Dávila aprofitava un viatge del cap de San Juan per treure-li les seves milícies. Quan els dos bàndols estaven a punt d'enfrontar-se, va tornar Facundo i va fer una treva amb el govern.
Però els Dávila no es van rendir i van reunir un exèrcit per atacar la capital. Comptaven amb que Quiroga la defensaria, i que d'aquesta manera derrotarien als seus dos enemics d'un cop. El coronel Manuel Corvalán va intentar intervenir entre ells, el que va ser acceptat per Quiroga. Però la negativa de Dávila va provocar la batalla del Puesto, del 28 de març de 1823. Allà van xocar els dos petits exèrcits, mentre Quiroga i Miguel Dávila s'embrancaven en un combat personal. El cabdill va ser ferit, però Dávila va caure mort.
Després de la batalla, Quiroga va decidir una àmplia amnistia i la legislatura el va nomenar governador. Acabava el període de domini de les famílies riques de La Rioja, i començava el predomini de Facundo Quiroga. Aquest va renunciar al juliol a govern, que va passar a l'hisendat Baltasar Agüero. No obstant, durant la resta de la dècada, va ser Quiroga qui va governar de fet la província, des del càrrec de comandant d'armes.
Juan Bautista Bustos, el governador cordobès, havia acceptat passivament la secessió de La Rioja per no provocar una nova guerra civil. En la seva pròpia província, Córdoba, no hi va haver per aquesta època més guerra civil que la que li portaria Carrera. Una revolució contra Bustos va fracassar abans d'arribar als fets. Una altra més, dirigida per Faustino Allende i el futur general José María Paz, va fracassar sense conseqüències; el mateix Paz sembla haver fet fracassar la segona, pel seu menyspreu a les montoneres que participaven en ella.

### L'autonomia santiaguenya
El governador tucumà, Bernabé Aráoz, havia hagut d'anul·lar dues eleccions de capitulars per fer reconèixer la seva autoritat per Santiago del Estero. Després de molts frecs, el cabdill tucumà va assolir fer reconèixer per aquesta regió la República de Tucumán. Els notables de la ciutat van seguir demanant més autonomia, però després del fracàs de les dues revolucions de Juan Francisco Borges estaven acovardits.
Però el 28 de gener de 1820, el comandant de la frontera del Chaco, coronel Juan Felipe Ibarra, va informar a l'oficialment cabildo santiagueny sobre el motí d'Arequito i la caiguda del govern directorial cordobès; en la mateixa carta informava que es posava en marxa sobre la ciutat. No se sap si estava ja d'acord amb els autonomistes, però el fet és que aquests van considerar que havia arribat l'hora de la revolució. L'elecció dels diputats a Congrés provincial tucumà va ser escandalosa, el que va causar l'arribada d'Ibarra, que va prendre la ciutat per assalt, expulsant el tinent de governador Echauri. El cabildo, a manca d'un altre millor i preveient la resposta militar tucumana, el va nomenar governador de la província el 31 de març. També el va ascendir a general.
Els notables santiaguenys van pensar a Ibarra només com el manaire militar necessari. Els polítics amb experiència de Santiago (els Gorostiaga, Frías, Taboada, i Alcorta) van confiar en poder controlar-lo, però van acabar sent els seus subordinats. Ibarra només deixaria la governació el dia de la seva mort, més de 30 anys més tard, excepció feta de les ocupacions tucumanes i unitàries. Ni tan sols es va fer reelegir, com feien els altres cabdills (simplement, el seu mandat no tenia terme). L'únic cas similar era el d'Estanislao López, de Santa Fe.
Aráoz, com és natural, va amenaçar amb recuperar la província rebel per la força; però Ibarra i el cabildo van allargar el conflicte en forma de llargues discussions, amb al·legats d'una i altra part i nombrosos comissionats davant el cabdill tucumà. El 27 d'abril es va declarar formalment l'autonomia de la província.
Curiosament, Aráoz va seguir pensant durant mesos que podia tornar a l'obediència a Santiago del Estero. A principis de l'any següent, va llançar una campanya que va arribar a ocupar la capital, manada per l'extinent de governador Iramain, que va ser derrotat per Ibarra a Los Palmares, el 5 de febrer de 1821.
El santiagueny s'havia mogut amb molta habilitat, i havia convençut els governadors de Córdoba (Bustos) i Salta (Güemes), de donar-los suport contra Aráoz. Per a això havia donat suport a coronel Alejandro Heredia, que havia portat una mica menys de la meitat de l'Exèrcit del Nord fins a Salta, ajudat per Ibarra.

### La campanya de Carrera durant el viatge cap a Xile

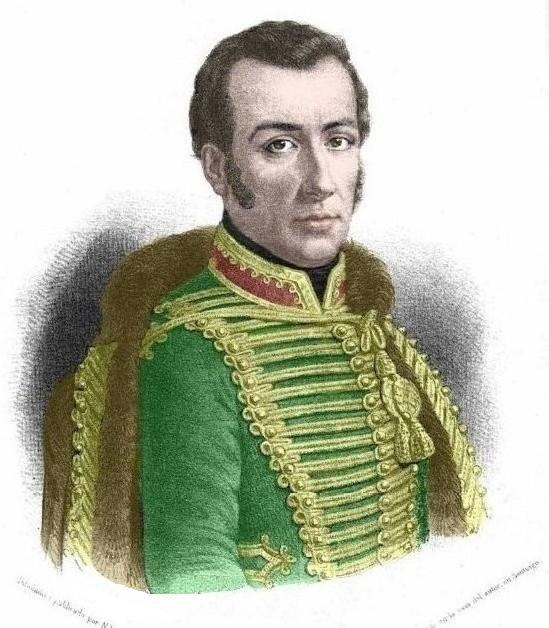
José Miguel Carrera

A principis de 1821 hi havia reaparegut José Miguel Carrera al front de la seva horda de bandolers, exiliats xilens i indígenes. Va avançar sobre el fort de Melincué, i tot seguit va atacar La Carlota. Allà l'esperava Bustos, que marxava a unir-se als exèrcits que ja estaven preparats per rebutjar l'imminent atac de Francisco Ramírez, i que va poder rebutjar-lo. Seguint el seu camí cap a Xile, va entrar a San Luis, perseguit de prop pel mateix Bustos, a qui va derrotar el 9 de març a Chaján. L'endemà passat va vèncer també a l'exèrcit puntà al comandament de Luis Videla en l'Ensanada de las Pulgas (actualment Vila Mercedes). Després va tornar cap a Córdoba en persecució de Bustos, fet que li seria fatal a llarg termini. Es va unir a Carrera el líder montonero de Fraile Muerto, Felípe Álvarez, i van fracassar junts contra el governador cordobès en Cruz Alta. Mentre el cap de la divisió sanjuanina, coronel Ventura Quiroga, entrava en negociacions amb Carrera, que semblava invencible després de la seva victòria sobre l'Exèrcit de Cuyo, el governador puntà, doctor José Sants Ortiz, preparava les seves forces.
Carrera va tornar cap a San Luis i va ocupar la ciutat diversos dies. Una divisió mendocina, al comandament del general Bruno Morón va ser enviada a enfrontar-lo en l'època de la invasió a San Luis. Com Carrera havia retrocedit, va continuar la seva marxa cap a Córdoba, assolint apoderar-se de la seva tropa de carretes el 7 de juliol en el pas de Sant Bernat, sobre el riu Cuarto. L'endemà al matí va ser atacat per l'exèrcit de Carrera a Río Cuarto; allà, les forces de Morón van fer retrocedir a les forces enemigues amb una descàrrega de fuselleria. Morón va ordenar atacar, però els seus homes no el van seguir, de manera que va es quedar sol a mig camí entre les dues forces. En lloc d'aturar-se, el cavall de Morón va patinar i el va llançar a terra, on va ser mort pels montoneros. Els cuyans van poder rebutjar per segona vegada a l'enemic, però la tercera càrrega, dirigida pel coronel José María Benavente, va assolir la victòria per al general xilè.
Carrera va entrar a la ciutat de San Luis, abandonada pels seus pobladors, i allí es va comportar en forma inesperadament civilitzada. A mitjans d'agost va iniciar la marxa cap a Mendoza. Després capturar uns cavalls en Guanacache, van avançar cap a la capital de Mendoza, on el general Fernández de la Cruz havia assolit organitzar l'exèrcit provincial.
Li va sortir a l'encontre el cap de les milícies mendocines, José Albino Gutiérrez, a qui acompanyava el cap de la cavalleria de San Juan, coronel Manuel Olazábal. Aquests van amagar la infanteria darrere de les files de la cavalleria, de manera que cada càrrega dels montoneros xocava contra la infanteria de Mendoza. Quan l'energia dels atacs de Benavente va disminuir, Olazábal va atacar amb l'eficaç estil dels Granaders a Cavall, destrossant tot al seu pas.
Els homes de Carrera van fugir, però el general va ser capturat per un dels seus oficials. Va ser afusellat a Mendoza el 4 de setembre de 1821, acompanyat per Felipe Álvarez. Benavente va poder salvar-se.

### Guerra entre Salta i Tucumán
Després de l'inici de la invasió de San Martín al Perú, Güemes va veure disminuïts els efectius reialistes enfront de la seva frontera; era el moment d'iniciar la campanya a l'Alt Perú, postergada des de feia anys. Per a això comptava amb els seus gautxos, amb els homes de l'Exèrcit del Nord que havia portat Alejandro Heredia, i amb els soldats que el portava des de Cuyo el rebel Del Corro. Però el governador de Tucumán, Bernabé Aráoz, no va deixar passar a Del Corro i es va negar a lliurar a Güemes les armes de l'Exèrcit preses al novembre de 1819.
Després de mesos d'insistència, Güemes va llançar un ultimàtum a governador i va decidir anar a buscar ell mateix les armes que tenia Aráoz. Acabava de produir-se el segon xoc entre els lleials a Aráoz amb els federals santiaguenys d'Ibarra, de manera que aquest es va posar d'acord amb Güemes per atacar Tucumán.
A través de les Valls Calchaquíes, el coronel Apolinario Saravia va envair Catamarca, ocupant la ciutat sense lluita i declarant l'autonomia. Al mateix temps, l'exèrcit de Güemes va marxar des del nord cap a Tucumán, unint a les seves les forces d'Ibarra, i va exigir la renúncia d'Aráoz. Encara que estava en desavantatge, Aráoz es va negar i es va preparar per lluitar. Contra ell van marxar Heredia i Ibarra.
Després d'un breu xoc favorable als saltenys, la batalla de Rincón de Marlopa, del 3 d'abril de 1821, va ser favorable als tucumans. Les forces d'Aráoz, al comandament de coronel Abraham González, i en el qual figuraven oficials tan variats com Javier López, el salteny Manuel Arias (antic heroi de la guerra gautxa que s'havia disgustat amb Güemes), Celedonio Escalada i Gerónimo Zelarayán, van derrotar completament als saltenys i santiaguenys, que van deixar al camp a tots els seus infants i artillers presoners, amb totes les seves armes.
Güemes no solament no havia recuperat les armes en poder d'Aráoz, sinó que acabava de perdre les seves, excepte les de cavalleria. Va estar a punt de tornar a atacar, però en aquest moment es va assabentar que havia estat deposat per una revolució de les classes altes en Salta. Va tornar a la seva ciutat i va recuperar el govern sense problemes.
La República de Tucumán s'havia salvat; Aráoz va poder recuperar també Catamarca, enviant cap allà a Arias i a coronel Manuel Figueroa Càceres. Però aquest va canviar de bàndol gairebé a l'endemà de la victòria i es va unir a Ibarra i Güemes en una nova aliança. Va durar molt poc, però estava clar que Aráoz ja no podria seguir resistint envoltat d'enemics. Ibarra va tornar a l'atac, però va ser vençut en dos petites trobades i va iniciar tractats de pau, que Aráoz va haver d'acceptar. El 5 de juny es signava el Tractat de Vinará, que reconeixia la separació de la província de Santiago del Estero de la de Tucumán.

### L'autonomia catamarquenya
El fracassat intent d'autonomia d'abril de 1821 revelava que també Catamarca desitjava separar-se del govern de Tucumán. Només impulsats per aquest desig autonòmic, el 25 de febrer de 1821, un cabildo obert declarava l'autonomia de la província de Catamarca. Sense oposició, el moviment dirigit pels líders federals Eusebio Ruzo i Manuel Figueroa Càceres va posar al govern al mateix delegat d'Aráoz, Nicolás Avellaneda y Tula.
Però Avellaneda va pretendre alliberar-se de la tutela dels federals, llevant la seva autoritat militar a Marcos Figueroa, el cabdill més important de l'oest. Això va provocar una revolució a l'octubre, que el va arrestar i el va mantenir pres durant més d'una setmana i va nomenar governador a Eusebio Ruzo. Un acord entre els dos bàndols va permetre tornar a govern a Avellaneda, però aquest va descobrir que no podia governar al seu gust, i va acabar renunciant a principis de 1822 i fugint a La Rioja. El govern va passar novament a Ruzo, que va governar en pau amb el suport del partit federal local. Alguns dels caps addictes a Avellaneda, com Manuel Antonio Gutiérrez, van haver de passar un temps a l'exili, sota la protecció d'Aráoz.

### L'herència de Güemes
Uns dies després del Tractat de Vinará, els reialistes assoliren fer el seu últim avanç fins a Jujuy i Salta, causant la mort del general Güemes. Les milícies saltenyes, sense el seu cap, van assetjar al general Pedro Antonio Olañeta a la ciutat, i poc després l'obligaven a evacuar-la. El 15 de juliol entraven novament els patriotes a la capital de la província.
Amb la desaparició del cabdill, el partit que va assumir el comandament va ser el que havia estat el seu opositor, ja que Olañeta havia preferit negociar amb aquest sector, en el qual figuraven alguns dirigents que l'havien cridat per envair Salta.
El 15 de juliol va assumir com a governador interí el coronel Saturnino Saravia, envoltat dels membres de la «pàtria nova», curiós nom dels que havien dubtat de la fidelitat a la Pàtria perquè els costava molts diners i prestigi. Va reunir una junta electoral, que va nomenar governador a un d'ells, José Antonio Fernández Cornejo.
Els membres de la «pàtria vella», és a dir, el partit que sempre havia seguit a Güemes, van esperar fins al retorn dels oficials que havien perseguit a Olañeta, i el 22 de setembre van enderrocar al governador per mitjà d'una sagnant revolució. En el seu lloc van col·locar al més il·lustrat i més ric membre del seu partit, el general José Ignacio Gorriti, que va fer un govern d'unió; va nomenar al federal Pablo Latorre comandant d'armes, i Fernández Cornejo de tinent de governador de Jujuy. Va fer el mateix repartiment salomònic per als altres càrrecs importants. De totes maneres va haver de vèncer una revolució en contra seva al desembre.

### Anarquia en Tucumán
Aráoz mai va arribar a reaccionar davant l'autonomia catamarquenya, ja que només tres dies més tard, el 28 d'agost de 1821, els oficials opositors enderrocaven a Aráoz, dirigits per Abraham González, un oficial oriental d'escassa importància personal que no obstant això va assumir el govern. La causa de la seva deposició va ser una sèrie de rivalitats internes, sobretot, dels cabildants contra els hisendats que formaven el partit d'Aráoz i dels seus oficials contra els favorits del governador deposat, és a dir, Javier López, Manuel Arias i Gerónimo Zelarayán.
El primer que va haver de fer el nou governador va ser acordar amb els oficials addictes a Aráoz, als quals va haver de subornar perquè no l'ataquessin. Si bé va poder mantenir-se al poder uns mesos, al poc temps va haver d'enfrontar l'oposició de diversos oficials partidaris d'Aráoz. Al novembre, el coronel José Ignacio Helguero va reunir tropes a Burruyacú, avançant fins a prop de la capital provincial, però va ser arrestat i expulsat.
En els primers dies de 1822, els coronels Helguero, Javier López i Diego Aráoz van atacar la ciutat, obligant al governador a retirar-se a Lules. La defensa de la ciutat va ser derrotada a l'endemà, 8 de gener, com a resultat d'un violent combat al centre mateix de la ciutat. Les tropes rebels del general Zelarayán (mort en combat) van quedar al comandament de Javier López, un antic capatàs d'Aráoz. González va ser arrestat i enviat a Buenos Aires, on va ser protegit pel seu germà, el després coronel Bernardo Gonzalez. El govern va ser assumit per Diego Aráoz, que va renunciar uns dies després per deixar-li el comandament a Bernabé Aráoz.
Però a finals de març, Diego Aráoz i Helguero es van rebel·lar contra el governador; després de diversos fets d'armes menors i fracassats intents de conciliació, va renunciar don Bernabé a govern, deixant la ciutat en acefàlia. El 6 de maig, la ciutat va ser presa per López, amb ajuda del santiagueny Ibarra. El dia 11 els va derrotar Bernabé Aráoz i les tropes van saquejar la ciutat. Diversos governs efímers es van succeir en menys d'un mes, fins que va tornar al govern Bernabé Aráoz, recolzat per les seves milícies rurals.
Tot just un mes més tard, Diego Aráoz va tornar a atacar la ciutat i ocupar-la; va assumir novament el govern. El 24 d'octubre, Aráoz va imposar-se al Rincón de Valladares a Javier López, Diego Aráoz i el catamarqueny Manuel Gutiérrez, i va tornar al govern. La província era ja un caos, però aquest últim govern d'Aráoz va assolir una molt relativa tranquil·litat, al preu que l'oposició es mogués enterament en secret, organitzant la reacció.
L'agost de 1823, López va reunir ràpidament als seus homes i va atacar San Miguel de Tucumán. Va derrotar les forces de govern a la Ciutadella, i a les tres del matí del 5 d'agost va ocupar la ciutat. Es va nomenar a si mateix governador, mentre Aráoz reorganitzava les milícies rurals. El 25 d'agost de 1823 es va donar la batalla decisiva a Rincón de Marlopa, en l'altre extrem del Campo de las Carreras. Després d'un duel d'artilleria, els 400 homes d'Aráoz van ser derrotats, deixant 40 morts i 60 presoners.
Aráoz es va refugiar a Salta; no queda clar per què, si no tenia aliats allà, i sí a l'interior de la província. El govern va quedar en mans de Diego Aráoz, que assoliria mantenir-se al poder uns mesos; després del interinitat de Nicolás Laguna, va tornar a poder Javier López.
Bernabé Aráoz va seguir conspirant a Salta, però no va poder reunir tropes suficients per tornar. Finalment, al març de 1824 va ser arrestat i enviat a Tucumán per ordre de governador salteny, general Arenales. Va ser afusellat a Trancas el 24 de març de 1824. Amb aquest fet, que no va ser realment un acte de guerra civil, va quedar segellada la pau a Tucumán.

## Conseqüències de les primeres guerres civils
Com a conseqüències d'aquesta llarga guerra civil, que va durar sis anys, es poden esmentar:
- La caiguda del govern del Directori.
- L'autonomia provincial de les províncies de Corrientes, Entre Ríos i Santa Fe, que ja no dependrien de la de Buenos Aires.
- La igualació, al menys teòrica, dels drets d'autogovern dels pobles de cadascuna d'aquestes províncies.
- L'autonomia nominal de la Província Oriental; aquesta no podia ser aplicada, perquè es trobava envaïda per Portugal. Quan es va aplicar de nou, per mitjà de la Guerra de Brasil i els tractats que li van donar fi, es va convertir en la independent República Oriental de l'Uruguai.
- El règim federal de govern per a tota l'Argentina. Aquest seria ignorat encara uns anys pels unitaris, però finalment prevaldria.

Aquesta guerra seria només la primera de les guerres civils argentines. La definitiva configuració política de l'Argentina obligaria a les seves províncies a combatre entre elles durant altres seixanta anys, fins a la pacificació definitiva el 1880.